# لطيفة بنت محمد بن راشد آل مكتوم
الشيخة لطيفة بنت محمد بن راشد آل مكتوم (من مواليد 5 ديسمبر 1985 في دبي) هي شيخة إماراتية وعضوة في العائلة الحاكمة في دبي وابنة حاكم دبي ورئيس وزراء دولة الإمارات العربية المتحدة الشيخ محمد بن راشد آل مكتوم من زوجته الجزائرية حورية أحمد لمعاش.
في 4 مارس 2018 أصبحت الشيخة لطيفة في عداد المفقودين منذ محاولتها الهرب من الإمارات العربية المتحدة.
هربت الشيخة لطيفة من دبي في أواخر فبراير 2018 وأُعيدت قسراً من المياه الدولية بالقرب من الساحل الهندي في عملية مشتركة بين الهند والإمارات في 4 مارس 2018. وفي ديسمبر 2018، أعلن الديوان الملكي في دبي أنها عادت إلى دبي. ويعتقد أنها كانت محتجزة ضد إرادتها بأمر من والدها الشيخ محمد بن راشد آل مكتوم. في يونيو 2021، أصدر مكتب المحاماة تايلور ويسينج بيانًا موجزًا نيابة عنها ذكر أنها حرة في السفر وتريد الخصوصية. في أغسطس/آب 2021، وبعد تصوير لطيفة في أماكن عامة في دبي وإسبانيا وأيسلندا، انتهت حملة #الحرية_للطيفة، التي استمرت لمدة ثلاث سنوات ونصف. في فبراير 2022، صرّحت المفوضة السامية للأمم المتحدة لحقوق الإنسان، ميشال باشليت، أنها التقت لطيفة في باريس وأن لطيفة بخير وتمنت احترام خصوصيتها.

## حياتها
الشيخة لطيفة آل مكتوم هي الابنة الثالثة من بين أربعة أطفال لمحمد بن راشد آل مكتوم والجزائرية حورية أحمد المعاش. ولدى الشيخة لطيفة أختان غير شقيقتان من والدها تحملان نفس الاسم أيضاً (واحدة أكبر سنا والأخرى أصغر سنا).[بحاجة لمصدر] أما أشقاؤها فهم الشيخة ميثا (1980)، والشيخة شمسة (1981)، والشيخ ماجد (1987).
في بيان فيديو صورته، أفصحت الشيخة لطيفة أنها وشقيقها الشيخ ماجد قضيا طفولتهما المبكرة تحت رعاية عمتهما. كما كان تعليمها المبكر في مدرسة دبي للغة الإنجليزية ثم مدرسة الشويفات الدولية بعد مرور عام على تخرجها من مدرسة لطيفة للبنات.
تعد الشيخة لطيفة من هواة القفز بالمظلات والذي احترفته على يد صديقتها ومدربتها ستيفانيا مارتينينغو بطلة العالم السابقة في القفز بالمظلات، كما أجرت تدريب هبوط بالمظلات (أي إف إف).
صرحت لطيفة أنه في عام 2000، حاولت شقيقتها الكبيرة الشيخة شمسة الفرار بسيارة رينج روفر من مزرعة العائلة الحاكمة في مقاطعة سري في إنجلترا. لكن اعترضت في مدينة كامبريج وإعيدت إلى دبي. ومنذ ذلك الحين، لم ترها ولم يتم تسجيل أي ظهور عام لشقيقتها شمسة.
في السنة الموالية، حاولت الشيخة لطيفة البالغة من العمر 16 عاماً مغادرة الإمارات العربية المتحدة، لكن اعتقلت على الحدود العمانية، وسلمت إلى عائلتها. ووفقاً لشهادتها بالفيديو المصور وشهادة صديقتها تينا جاوياينن، حبست لمدة ثلاث سنوات في زنزانة معصوبة الأعين حيث تعرضت للضرب والتعذيب والتهديد بالقتل (توجد شهادات طرف ثالث على أشخاص خضعوا لعلاجات مماثلة).

## محاولة الهرب والإختفاء القسري

### اختفاء 2018
- بحلول نهاية عام 2017 تم الإعداد لعملية تهريب الشيخة لطيفة.[28]
- في 24 فبراير 2018،[29] غادرت الشيخة لطيفة بمساعدة من صديقتها الفنلدية تينا جوهيانين سلطنة عمان بواسطة مزلجة مائية نفاثة حيث انضما إلى الأمريكي الفرنسي هيرفي جوبير وطاقمه على متن اليخت نوسترومو[30] (كان هيرفي جوبير عميل مخابرات فرنسي سابق وصديقا ساعد في تهريب الشيخة من الإمارات في عام 2009 بارتداء البرقع[28]).
- في 26 فبراير 2018، أجرت الشيخة لطيفة اتصالا برئيسة منظمة محتجزون في دبي المحامية رادها ستيرلينغ كما نشرت العديد من الرسائل على حسابها على وسائل التواصل الاجتماعي توضح تفاصيل وأسباب تركها لدولة الإمارات العربية المتحدة.[31]
- في 1 مارس، أدرك ركاب يخت نوسترومو أنهم مراقبون عن بعد من قبل سفينة؛ ووجود طائرات تحلق على علو منخفض من القارب.[28]
- في 3 مارس اتصل هيرفي جوبير بعد اقتراب يخته من سواحل الهند - بصحفي هندي لدى وصوله إلى ميناء شبه القارة الهندية.[32]
- في 4 مارس 2018، اختفت الشيخة لطيفة وهيرفي جوبير والفنلدية تينا جوهيانين بالإضافة إلى ثلاثة مواطنين فلبينيين من طاقمهم في المحيط الهندي[33][34][35][36][37][38][39] بينما كان يختهم المسجل في الولايات المتحدة تحت اسم نوسترومو مع رمز النداء WDG9847 يقترب من ولاية غوا الهندية.[39][40][41][42] ولم يسمع عن الشيخة لطيفة منذ ذلك الحين.[43]
- في 9 مارس 2018، ذكرت صحيفة ديلي ميل تقريرا عن اختفاء يخت نوسترومو والذين كانوا على متنه بعد أن اتصل بهم ممثلو الشيخة لطيفة.[44]
- في 11 مارس 2018، نشر مقطع فيديو للشيخة مدته 39 دقيقة قامت بتسجيله قبل محاولتها الهرب والذي نصحت بنشره في حال كانت حياتها في خطر أو مقتلها.[45] في هذا الفيديو، روت الشيخة لطيفة خلفية عائلتها والظروف التي أدت إلى قرارها، كما تتهم والدها بإساءة معاملتها وأختها شمسة، ودعم فرق الموت وقتل أفراد من العائلة الحاكمة.[46] وقد أكد المكتب الوطني للتحقيقات الفنلندي اختفاء جوهياينن وفتح تحقيقاً بالتعاون مع وزارة الخارجية الفنلندية.[47][48] وأكد شقيق جوهياينن صداقتها مع الشيخة لطيفة.[49][50]
- في 20 مارس 2018، رصدت السفينة نوسترومو في ميناء الفجيرة في الإمارات العربية المتحدة.[51][52] وفي اليوم التالي، غادرت السفينة إلى سريلانكا وعلى متنها الطاقم المفرج عنه، بمن فيهم جوبير وثلاثة مواطنين فلبينيين. وصل نوسترومو إلى جالي، سريلانكا، في 2 أبريل 2018.[53][54]

- في 22 مارس/آذار 2018، عثر على جوهياينن، رفيقة الشيخة لطيفة، مما دفع وزارة الخارجية الفنلندية إلى إنهاء بحثها بالتعاون مع السلطات في دبي. لم يتم الكشف رسميًا عن الموقع الذي عُثر فيه على جوهياينن وتفاصيل الأحداث السابقة، ولكن وفقًا لعائلتها، عادت من دبي إلى فنلندا في تلك الليلة.[57][58][59] بحسب منظمة "محتجزون في دبي"، فقد تم اعتقال و استجواب عدد من الأشخاص[60] فيما يتصل بالحدث في الإمارات العربية المتحدة وعمان، ولا سيما كريستيان إلومبو،[61][62] وهو مواطن فرنسي تعيش عائلته في لوكسمبورج؛ قضى إلومبو أكثر من شهر رهن الاحتجاز في عمان، من أواخر فبراير إلى 5 أبريل 2018.[60] وبعد إطلاق سراحه دون توجيه تهمة إليه، احتجز مرة أخرى في لوكسمبورج في 6 أبريل/نيسان 2018 لمدة 41 يومًا بموجب نشرة حمراء صادرة عن الإنتربول من قبل دولة الإمارات العربية المتحدة.[63][64][65] وقد سحب الإشعار لاحقًا دون إشعار أو تقديم أي دليل على تهم الاختطاف المذكورة.[66][67][68][69]

### اعتراض اليخت نوسترومو
وبحسب شهادات الطاقم، فقد كان اليخت قيد البحث النشط من قبل طائرة البحث والإنقاذ SAR CG 782 التابعة لخفر السواحل الهندي في 3 مارس/آذار 2018.
في يوم الاعتراض، تم استطلاع اليخت بواسطة طائرة أخرى. قبل الغارة في 4 مارس 2018، رصدت ثلاث سفن بحرية على الرادار من قبل طاقم نوسترومو، حيث كانت تلاحقها بسرعة أقل من 5 عقدة. تم التعرف على اثنتين من السفن لاحقًا على أنهما شور وسامارث، كما وصفها جوبيرت في تصريحات إعلامية: "كانت سفينتا خفر السواحل تحملان علامة ضخمة على جانب الهيكل، مكتوب عليها "خفر السواحل الهندي" وكان رقم هوية إحداهما مطبوعًا: 11".
بعد غروب الشمس، إطلق زورقين سريعين غير مميزين يحملان ما بين ستة إلى ثمانية أفراد مسلحين من قوات ماركوس الخاصة الهندية بكامل معداتهم العسكرية وبنادق تافور الهجومية من هذه السفن لاعتراض نوسترومو. بدأت الغارة باستخدام قنابل الصعق والدخان لتشتيت انتباه الطاقم وشل حركتهم، ثم تم تكبيلهم بالأصفاد. بعد أن استولى عليها خفر السواحل الهندي، صعد على متن اليخت ما لا يقل عن عشرة أفراد من القوات الخاصة الإماراتية، والذين وصلوا بطائرة هليكوبتر. الشيخة لطيفة، على الرغم من مطالبتها باللجوء إلى موظفين هنود وتعبيرها الواضح عن عدم رغبتها في العودة إلى الإمارات العربية المتحدة التي كانت تهرب منها، تم نقلها بالقوة إلى إحدى السفن. تم نقل نوسترومو وبقية الطاقم إلى القاعدة البحرية في الفجيرة، تحت حراسة خفر السواحل الهندي، ثم تم نقلهم إلى السفينة الحربية الإماراتية بينونة.
وبحسب رواية رادها ستيرلينغ، فقد تلقت آخر رسالة صوتية لها من لطيفة أثناء المداهمة المزعومة في حالة ذعر، حيث قالت لها "رادها من فضلك ساعديني، هناك رجال بالخارج" وأنها سمعت "طلقات نارية". يُزعم أن محاولات الاتصال الأخرى من قبل أولئك الذين كانوا على متن نوسترومو قد فشلت بسبب التشويش من قبل طائرة حرب إلكترونية هندية.
وفي المجمل، شاركت في الغارة على نوسترومو، على بعد حوالي 50 ميلاً من ساحل جوا، ما لا يقل عن ثلاث سفن حربية هندية واثنتين إماراتيتين وطائرتين عسكريتين وطائرة هليكوبتر.

### ردود الفعل الإعلامية وتداعياتها
في الأيام الأولى بعد اختفاء اليخت نوسترومو وطاقمه، نقلت الأخبار بشكل أساسي على الصحف الشعبية الإنجليزية والفنلندية مع حملات توعية على وسائل التواصل الاجتماعي. وقد ظهر جوهياينن وجوبير لأول مرة علناً بعد الحادث في مؤتمر صحفي نظمته منظمة "محتجزون في دبي" في لندن على الرغم من التهديدات المزعومة من حكومة الإمارات العربية المتحدة بالتزام الصمت.
وبعد فترة من عدم ذكر الأمر في وسائل الإعلام الخليجية، أفادت وسائل الإعلام الغربية في منتصف أبريل/نيسان بأول رد فعل من الإمارات العربية المتحدة، والذي جاء من مصدر مجهول قريب من حكومة دبي. وبحسب المصدر فإن الشيخة لطيفة "عادت"، وهي الآن "مع عائلتها"، و"في حالة ممتازة". وزعم المصدر أيضًا أن الحادث كان "مسألة خاصة" تم استغلالها "لتشويه سمعة دبي والشيخ محمد"، وقال إن ثلاثة من الذين رافقوا الشيخة لطيفة مطلوبون في دبي بتهم سابقة.

في مايو/أيار 2018، شككت منظمة هيومن رايتس ووتش في قصة دبي، وطلبت من سلطات دبي الكشف عن مكان وجودها، مضيفة: "إن الفشل في الكشف عن مكان وجود الأميرة ووضعها قد يشكل اختفاءً قسريًا". وقالت السلطات في دبي إنها لا تستطيع التعليق على قضيتها لأسباب قانونية. وقد سعى فريق العمل التابع لمفوضية الأمم المتحدة السامية لحقوق الإنسان المعني بالاختفاء القسري أو غير الطوعي إلى الحصول على ردود على الادعاءات من حكومتي الهند والإمارات العربية المتحدة.
ونشرت صحيفة الديار، وهي صحيفة عربية رئيسية في لبنان، دعوات أطلقتها منظمة هيومن رايتس ووتش تثير قضية إخفاء الشيخة لطيفة قسراً. قامت مجموعات الدعم برفع الوعي بالحملة في سباق كنتاكي ديربي لعام 2018 من خلال رفع لافتة تقول "دبي، أين الأميرة لطيفة؟".
وبدأت وسائل الإعلام التي تسيطر عليها الإمارات العربية المتحدة في الإبلاغ على نطاق واسع عن الأنشطة الاجتماعية لأختها غير الشقيقة التي تحمل الاسم نفسه، والتي تشغل منصب نائب رئيس هيئة دبي للثقافة والفنون. أفادت العديد من وسائل الأخبار باختفاء الفارسة الشيخة لطيفة بنت أحمد بن جمعة آل مكتوم، بسبب تشابه الأسماء.
تعرضت الحكومة الهندية لانتقادات واسعة النطاق بسبب تدخلاتها خارج نطاق القضاء، مستشهدة بالمصالح الوطنية وتجاهل العملية القانونية الرسمية. وذكرت وسائل إعلام هندية أن رئيس الوزراء ناريندرا مودي ومستشاريه شاركوا بشكل مباشر في إصدار أوامر الاعتراض بناء على طلب الشيخ محمد بن راشد آل مكتوم ولم يطلبوا أي طلب رسمي من دولة الإمارات العربية المتحدة. وزعم متحدث باسم وزارة الشؤون الخارجية الهندية أن "مثل هذه الحادثة لم تصل إلى علمنا". وقال نائب قائد خفر السواحل الهندي أفيناندان ميترا، ردًا على استفسارات وسائل الإعلام حول هذه الحادثة بالقرب من الساحل الهندي، "ليس لدينا مثل هذه المعلومات أو العملية". وقالت وكالات الاستخبارات الهندية إنها تحاول التحقق من هذه الادعاءات ولكن ليس لديها أي تعليق آخر.
في 2 يناير 2019، نفى وزير الدولة للشؤون الخارجية في كيه سينغ أي تورط للحكومة الهندية في إعادة الأميرة الإماراتية أثناء الرد على سؤال طرحه عضو البرلمان سوغاتا روي. وفقًا لصحيفة الطباعة، كان تسليم كريستيان ميشيل من الإمارات العربية المتحدة إلى الهند في 19 نوفمبر 2018 نتيجة مباشرة لتورط الهند في الإعادة القسرية للشيخة لطيفة كنوع من المقايضة. وعلى نحو مماثل، تعرضت الحكومة الفنلندية لانتقادات لعدم إثارة المخاوف بشأن انتهاك حقوق الإنسان لأحد مواطنيها أمام السلطات الهندية. وبعد يوم واحد، رد وزير الخارجية الفنلندي تيمو سويني قائلاً إن فنلندا كانت على اتصال بمسؤولين من الإمارات العربية المتحدة والهند بشأن هذه القضية خارج نطاق وسائل الإعلام.
في 4 سبتمبر/أيلول 2018، أصدرت منظمة العفو الدولية بيانًا عامًا ناشدت فيه حكومة الإمارات العربية المتحدة الكشف عن مكان وجود الشيخة لطيفة والوفاء بالتزاماتها القانونية الدولية، كما دعت الحكومة الهندية إلى التحقيق في أي دور لقواتها الأمنية ومسؤوليها المتورطين في الغارة على نوسترومو والتجاوزات غير القانونية التي ربما ارتكبت.
في 6 ديسمبر 2018، أثار إصدار الفيلم الوثائقي "الهروب من دبي: لغز الأميرة المفقودة" على قناة بي بي سي الثانية. كان أول رد رسمي بشأن هذه المسألة من جانب الديوان الملكي في دبي في شكل بيان موجز يقول إن لطيفة آمنة في منزلها. تناول الفيلم الوثائقي محاولة الهروب التي قضت الشيخة لطيفة سبع سنوات في التخطيط لها، وتطرق إلى محاولة شقيقتها شمسة الهروب في عام 2000.
في يناير 2019، تحدثت زوجة الشيخ محمد بن راشد آل مكتوم، الأميرة هيا الحسين من الأردن، والأخت غير الشقيقة للملك عبد الله الثاني ملك الأردن، دفاعًا عن معاملة دبي للشيخة لطيفة. بعد التقارير الإخبارية التي تحدثت عن انفصال الأميرة هيا عن محمد بن راشد آل مكتوم، دعا نشطاء حقوق الإنسان الأميرة هيا إلى التحدث عن مصير ابنة زوجها لطيفة في دبي.
وقد تم إحالة الأمر إلى المقرر الخاص للأمم المتحدة المعني بحالات الإعدام خارج نطاق القضاء أو بإجراءات موجزة أو تعسفاً من قبل شركة جيرنيكا 37، وهي شركة محاماة مقرها لندن تمثل لطيفة وصديقتيها. وكتب رئيس المقرر الخاص في مجموعة العمل التابعة للأمم المتحدة المعنية بحالات الاختفاء القسري أو غير الطوعي برنارد دوهايم إلى العائلة المالكة في دبي يطلب أدلة على أن لطيفة على قيد الحياة والأسباب التي تم احتجازها بموجبها وإلا فسيتعين عليهم الإدلاء ببيان عام.
في فبراير 2021، انتهى تحقيق أجرته الأمم المتحدة إلى أن الأميرة تم تبادلها مع تاجر الأسلحة البريطاني كريستيان ميشيل، الذي تم تسليمه من دبي إلى دلهي لمحاكمته بتهمة دفع الرشاوى.

### زيارة ماري روبنسون
في 24 ديسمبر 2018، نشرت السلطات الإماراتية ثلاث صور منخفضة الدقة تم التقاطها في 15 ديسمبر 2018، تظهر فيها الشيخة لطيفة إلى جانب ماري روبنسون، المفوضة السامية السابقة لحقوق الإنسان التابعة للأمم المتحدة. وبحسب ماري روبنسون، فإن اللقاء رتب من قبل إحدى زوجات محمد بن راشد آل مكتوم، الأميرة هيا. وصف روبنسون لطيفة في مقابلة مع راديو بي بي سي 4 بأنها "امرأة شابة مضطربة" ندمت على تصوير الفيديو السابق الذي زعمت فيه تعرضها للإساءة، وكانت تتلقى رعاية نفسية. وتعرضت هذه التعليقات لانتقادات من جانب جماعات حقوقية مختلفة، كما انتقدتها رادها ستيرلينغ، رئيسة منظمة "المحتجزون في دبي"، لتلاوة النسخة الرسمية لدبي من الأحداث "حرفيًا تقريبًا". وقد تساءلت جماعات حقوق الإنسان وزملاء الشيخة لطيفة عن طبيعة الزيارة القصيرة، ودعوا إلى إجراء تحقيق مستقل وتقييم لحالتها ورفضوا التلميحات إلى وجود أي مشاكل نفسية وأكدوا على إمكانية احتجازها في الأسر. صرحت روبنسون لاحقًا لهيئة الإذاعة البريطانية (بي بي سي) بأنها تعرضت "لخدعة مروعة".
صرح ديفيد هيج وماركوس الصابري، ابن عم لطيفة، في تعليقهما على الصور المنشورة للطيفة، أن الشيخة لطيفة بدت وكأنها تلقت أدوية قسرية أثناء احتجازها في دبي بأوامر من والدها الشيخ محمد بن راشد آل مكتوم.

## إجراءات المحكمة 2019
في ديسمبر/كانون الأول 2019، قضت محكمة الأسرة في المملكة المتحدة بأنه بناءً على ميزان الاحتمالات، فإن الشيخ محمد هو الذي دبر اختطاف الشيخة لطيفة والشيخة شمسة وأخضع الأميرة هيا لحملة "ترهيب"؛ ونُشرت النتائج في مارس/آذار 2020.

## فيلم وثائقي 2021
احتجزت لطيفة في فيلا خاصة في دبي بعد محاولتها الهروب من عائلتها في فبراير 2018. في أبريل/نيسان 2019، تمكن محامي حقوق الإنسان ومؤسس منظمة المحتجزين الدولية ديفيد هايغ وتينا جوهياينين من إعادة الاتصال بها سراً وبدءا في الحصول على رسائل نصية وفيديو منها. وانتهى الاتصال فجأة في 21 يوليو 2020 عندما توقفت لطيفة عن الرد على الرسائل.
في فبراير/شباط 2021، استخدمت اللقطات التي حصل عليها ديفيد هايج وتينا جوهياينن في برنامج بانوراما، وهو برنامج على قناة بي بي سي أظهر لطيفة وهي تروي كيف قاومت الجنود الذين أخرجوها من القارب حتى تم تخديرها وحملها على متن طائرة خاصة هبطت في دبي. وطلب مكتب الأمم المتحدة لحقوق الإنسان من الإمارات العربية المتحدة تقديم دليل على أن الأميرة لطيفة على قيد الحياة. في 9 أبريل 2021، قالت المنظمة إن الإمارات ذكرت أن الشيخة لطيفة تحظى برعاية عائلتها لكنها فشلت في تقديم "دليل على حياتها". وقال المتحدث أيضًا إن الإمارات وافقت من حيث المبدأ على عقد اجتماع بشأن الشيخة لطيفة بين كبار المسؤولين في الأمم المتحدة والسفير الإماراتي في جنيف. وفي 21 أبريل/نيسان، قال مستشارو الأمم المتحدة المستقلون في بيان إنهم "منزعجون" من عدم تقديم الإمارات أي معلومات ملموسة، وأن البيان الذي أصدرته السلطات الإماراتية لم يكن كافياً. ووصفت صحيفة نيويورك تايمز رد الولايات المتحدة على البيان، الذي قال إن الحرية من الاعتقال التعسفي حق إنساني عالمي، بأنه "خافت".

### شكوى كنتاكي ديربي 2021
في 28 أبريل/نيسان 2021، قبل أيام من سباق كنتاكي ديربي الذي امتلك فيه والد لطيفة الشيخ محمد بن راشد آل مكتوم حصانًا يُدعى إسينشال كواليتي والذي كان يُعتبر المرشح الأوفر حظًا للفوز، قدمت مجموعة من محامي حقوق الإنسان والطلاب في جامعة لويزفيل شكوى إلى لجنة سباق الخيل في كنتاكي، مطالبين بمنع الشيخ وإسينشال كواليتي من المشاركة في سباق الديربي على أساس الوضع المزعوم للشيخة لطيفة. أعلنت لجنة السباق في 29 أبريل أنه نظرًا لأن الشكوى لم تعبر عن انتهاك للوائحها، فلن يتم فرض أي عقوبات.

## صور ظهور مول الإمارات 2021
في 22 مايو 2021، نشرت صورة على الإنترنت يبدو أنها تُظهر الأميرة لطيفة وهي تجلس مع امرأتين أخريين في مركز تسوق بدبي، مول الإمارات، وتمت مشاركتها على حسابين عامين على إنستغرام. ورغم أن الصورة لم يتم التحقق منها، إلا أن أحد أصدقاء لطيفة أكد أنها صورة للأميرة. وبحسب المصادر فإن النساء اللاتي نشرن الصورة حصلن على أموال مقابل القيام بذلك. وطلب بعض نشطاء حقوق الإنسان من الحكومة البريطانية المساعدة.

## مظهر مطار مدريد باراخاس 2021
في يونيو 2021، نشرت صور لطيفة في مطار مدريد باراخاس الدولي على موقع إنستغرام بواسطة عضو البحرية الملكية السابق سيونيد تايلور، الذي نشر أيضًا صورًا تظهر لطيفة في مول الإمارات. وذكرت أنهم كانوا في "إجازة أوروبية رائعة مع لطيفة". صرح ديفيد هايغ، المؤسس المشارك لحملة تحرير لطيفة، أنهم "سعداء برؤية لطيفة وهي تحمل جواز سفر وتسافر وتتمتع بدرجة متزايدة من الحرية"، وأكد أن العديد من أعضاء الحملة تلقوا اتصالاً مباشرًا من الأميرة نفسها.

## تسريبات برنامج مراقبة بيغاسوس الإماراتي 2021
في يوليو/تموز 2021، كشفت بيانات مسربة من شركة المراقبة مجموعة إن إس أو أن قائمة أرقام الهواتف المستهدفة في الإمارات العربية المتحدة تضمنت أرقام لطيفة والعديد من أصدقائها المقربين. يتيح برنامج التجسس بيغاسوس الوصول الكامل، بما في ذلك نظام تحديد المواقع العالمي (GPS)، إلى الهواتف المستهدفة، وربما ساعد في تتبع طريق هروب لطيفة.
كما تبين أن جهاز محمول مملوك لمحامي حقوق الإنسان البريطاني الذي يمثل لطيفة، ديفيد هايغ، قد اخترق بواسطة برنامج بيغاسوس.

## نهاية حملة #الحرية_للطيفة 2021
في أغسطس/آب 2021، وبعد تصوير لطيفة في أماكن عامة في دبي وإسبانيا وأيسلندا، انتهت حملة #الحرية_للطيفة، التي استمرت لمدة ثلاث سنوات ونصف. وقد وصف محامي حقوق الإنسان ديفيد هيج، وابن عم لطيفة ماركوس الصابري، وسيونيد تايلور، الذين كانوا يراقبون حالتها، وضعها بأنه "أفضل وضع كانت فيه، من حيث الحرية، منذ عقدين من الزمن". وذكرت حملة تحرير لطيفة:
بعد اللقاء بين ماركوس ولطيفة في أيسلندا، تقرر أن الخطوة الأكثر ملاءمة في هذا الوقت هي إغلاق حملة الإفراج عن لطيفة. كان الهدف الأساسي من حملة تحرير لطيفة هو رؤية لطيفة حرة تعيش الحياة التي اختارتها لنفسها. لقد قطعنا شوطًا طويلاً نحو تحقيق هذا الهدف على مدى السنوات الثلاث الماضية، حيث تقوم هيئات مثل الأمم المتحدة الآن بمراقبة سلامة لطيفة الحالية والمستقبلية.
وحث ديفيد هايغ، أحد مؤسسي حملة تحرير لطيفة، على توخي الحذر، قائلاً: "من الصحيح والمفهوم أن الجميع بحاجة إلى النظر إلى كل ما يحدث الآن بحذر شديد ومراقبة الوضع عن كثب".
في أبريل 2023، نشر حساب غير موثق فتحهعلى إنستغرام باسم لطيفة بيانًا، يشكر الأشخاص الذين أبدوا اهتمامًا برفاهيتها ويزعم "أستطيع أن أفهم ذلك من منظور خارجي لرؤية شخص صريح للغاية يختفي عن الأنظار ويتحدث آخرون نيابة عنه، خاصة بعد كل ما حدث والذي يبدو أنه يجعلني أبدو وكأنني تحت السيطرة. أنا حرة تمامًا وأعيش حياة مستقلة".

## الجدل
في مايو 2018، قالت هيلين جوبيرت، الزوجة السابقة للضابط السابق في البحرية الفرنسية هيرفي جوبيرت، لصحيفة ديلي بيست إن جوبيرت ورادها ستيرلنغ كانا على اتصال بلطيفة لمدة خمس سنوات، واخترعا الخطة معًا: "كانت الخطة بأكملها أن يساعدها هيرفي على الهروب، وبمجرد أن يخرجها، ستذهب الابنة إلى الأب وتقول له "أريد 3 ملايين دولار وإلا سأخبر وسائل الإعلام بكل شيء". لقد كانت عملية احتيال. إنها خطة فاسدة خرجت عن السيطرة". وبحسب ستيرلينغ، اتصلت لطيفة بها من القارب في وسط الكمين، قائلة إنها كانت تخشى على حياتها وكانت "تسمع طلقات نارية". وأجرت لطيفة الاتصال عبر تطبيق واتساب، وتم تقديم أدلة على المكالمة إلى السلطات في المملكة المتحدة والولايات المتحدة، كما إتيحت للصحفيين. وأشار موقع ديلي بيست إلى أن هاتف القمر الصطناعي ضروري عادة للاتصال من موقعهم المزعوم في المحيط الهندي. ومع ذلك، فقد ثبت أن السفينة نوسترومو كانت مجهزة بهاتف يعمل عبر الأقمار الصناعية. في أغسطس 2019، قدمت تينا جوهياينن روايتها للأحداث إلى مجلة إنسايدر الإلكترونية.

### دور مكتب التحقيقات الفيدرالي
وبحسب صحيفة يو إس إيه توداي، فإن مكتب التحقيقات الفيدرالي (إف بي آي)، "استجابة لنداء عاجل من مكتب حاكم دبي القوي، قدم المساعدة الأساسية للقبض على لطيفة". وتابع المقال قائلاً "قالت مصادر يو إس توداي إنهم يعتقدون أن مكتب التحقيقات الفيدرالي قد ضلل بشأن ظروفها على متن اليخت". رفض مكتب التحقيقات الفيدرالي التعليق.